# Hideyuki Hori
Hideyuki Hori (堀 秀行?, Hori Hideyuki; Tokyo, 23 marzo 1954) è un attore e doppiatore giapponese. È il fratello minore di Yukitoshi Hori e ha lavorato per la Aoni Production.
È noto per aver doppiato Phoenix ne I Cavalieri dello Zodiaco, Warsman in Kinnikuman, Schwarz Bruder in Kidō butoden G Gundam e Ryu Hayabusa in Ninja Gaiden. Insieme ad Akira Kamiya e Hideyuki Tanaka fu uno dei doppiatori più attivi negli anni ottanta-novanta.

## La carriera
Insieme ad Akira Kamiya e Hideyuki Tanaka, è stato uno dei doppiatori più utilizzati negli anni '80-'90, essendo apparso in Saint Seiya (in cui ha recitato con il fratello Yukitoshi), Kinnikuman, Dragon Quest: L'avventura di Dai, Dragon Ball Z, Fist of the North Star, Sakigake!!! Otokojuku e molti altri. Come attore, ha recitato nel dramma Taiga della NHK "Tokugawa Ieyasu" nel ruolo di Yuki Hideyasu.

## Doppiaggio

### Anime
- Pollyanna (Timothy)
- Blue Comet SPT Layzner (Ahmos Gale)
- Remy la bambina senza famiglia (Koraaru)
- InuYasha (Tokajin)
- O~i! Ryoma (Hanpeita Takechi)
- Otogi-jūshi Akazukin (Shirayuki-hime)
- Ginga: Nagareboshi Gin (John)
- Mobile Suit Gundam SEED (George Glenn)
- Mobile Suit Gundam SEED Destiny (Lord Djibril)
- Mobile Fighter G Gundam (Schwarz Bruder, Kyoji Kasshu)
- Kinnikuman (Warsman (ep. 59+), Gangarian, Baracky, Specialman (ep. 66))
- Kinnikuman Nisei (Kinkotsuman)
- Get Backers (Kurusu Masaki)
- Keroro (Tora-otoko)
- Dragon Ball Super (Paparoni)
- Arbegas (Tetsuya Jin)
- Classe di ferro (Momotaro Tsurugi)
- Generator Gawl (Kanae)
- Zentrix (Jarad)
- City Hunter 2 (Robert Harrison)
- I cavalieri dello Zodiaco (Phoenix)
- Fafner of the Azure (Michio Hino)
- Uomo Tigre II (Tatsuo Aku)
- Seiin arresto! (Strike Otoko)
- Tatakae!! Ramenman (Chuchai)
- Dr. Slump & Arale (Auto Bike Monk)
- Doraemon (Nobita adulto)
- Dai - La grande avventura (Hyunkel)
- Dragon Ball Z (Ginew)
- Transformer: The Headmaster (Chromedome)
- Transformers: Super-God Masterforce (Chromedome)
- High School! Kimengumi (Rinji Chu)
- Pataliro! (Plasma X)
- Black Cat (Belze Rochefort)
- Black Jack (Tezuka)
- Ken il guerriero (Ryuga)
- Magical Taruruuto-kun (Shogunosuke Edojo)
- Guardian Angel Getten (Tarousuke Shichiri)
- Detective Conan (Tomoaki Araide)
- Georgie (Abel)
- One Piece (Orso Bartholomew, Pacifista, Vinsmoke Judge, Vigaro)
- Due come noi (Shinji Ito)

### OAV
- Fuma no Kojiro (Ryouma)
- Il cuneo dell'amore (Sid)
- Legend of the Galactic Heroes (Maximillian von Katsrop)
- I Cavalieri dello zodiaco - Saint Seiya - Hades (Phoenix)
- Sohryuden (Hajime Ryudo)

### Film anime
- Kinnikuman Serie (Warsman)
- I Cavalieri dello zodiaco Serie (Phoenix)
- Doraemon: Nobita to ryū no kishi (Vanho)
- Darkside Blues (Guren)
- Memories (Nobuo Tanaka)
- Persona 3 The Movie - 1: Spring of Birth (Shuji Ikutsuki)
- Persona 3 The Movie - 2: Midsummer Knight's Dream (Shuji Ikutsuki)
- Persona 3 The Movie - 3: Falling Down (Shuji Ikutsuki)
- Rokudenashi BLUES (Taison Maeda)

### Videogiochi
- Black Matrix (Leburobs)
- BS Fire Emblem: Akaneia Senki (Hardin, Castor, Medeus)
- Dead or Alive (Ryu Hayabusa)
- Dead or Alive 2 (Ryu Hayabusa)
- Dead or Alive 3 (Ryu Hayabusa)
- Dead or Alive 4 (Ryu Hayabusa)
- Dead or Alive: Dimensions (Ryu Hayabusa)
- Dead or Alive 5 (Ryu Hayabusa)
- Dead or Alive 6 (Ryu Hayabusa)
- Dragon Ball Z: Ultimate Battle 22 (Ginew)
- Dragon Ball Z: Budokai (Ginew)
- Dragon Ball Z: Budokai 2 (Ginew)
- Dragon Ball Z: Supersonic Warriors (Ginew)
- Dragon Ball Z: Budokai 3 (Ginew)
- Dragon Ball Z: Budokai Tenkaichi (Ginew)
- Dragon Ball Z: Budokai Tenkaichi 2 (Ginew)
- Dragon Ball Z: Budokai Tenkaichi 3 (Ginew)
- Dragon Ball Z: Burst Limit (Ginew)
- Dragon Ball Z: Infinite World (Ginew)
- Dynasty Warriors: Gundam 2 (Kyoji Kasshu)
- Dynasty Warriors: Gundam 3 (Schwarz Bruder, Kyoji Kasshu)
- I Cavalieri dello zodiaco - Il santuario (Phoenix)
- J-Stars Victory Vs+ (Momotaro Tsurugi)
- Kinnikuman serie (Warsman, Kinkotsuman)
- Langrisser I & II (Keith)
- Langrisser V: The End of Legend (Omega-137)
- Mega Man X: Command Mission (Chief R, Ninetails)
- Mobile Suit Gundam SEED Battle Destiny (Lord Djibril)
- Namco × Capcom (Sho)
- Ninja Gaiden (Ryu Hayabusa)
- Ninja Gaiden: Dragon Sword (Ryu Hayabusa)
- Ninja Gaiden 2 (Ryu Hayabusa)
- Ninja Gaiden 3 (Ryu Hayabusa)
- One Piece: Pirate Warriors (Orso Bartholomew)
- One Piece: Pirate Warriors 2 (Orso Bartholomew)
- One Piece: Pirate Warriors 3 (Orso Bartholomew)
- One Piece: Burning Blood (Orso Bartholomew)
- One Piece: World Seeker (Pacifista)
- One Piece: Pirate Warriors 4 (Vinsmoke Judge, Orso Bartholomew, Pacifista)
- Persona 3 (Shuji Ikutsuki)
- Persona 4 Arena Ultimax (Shuji Ikutsuki)
- Persona Q2: New Cinema Labyrinth (Overseer, Mother Computer)
- Persona 3 Reload (Shuji Ikutsuki)
- Sakigake!! Otokojuku (Momotaro Tsurugi)
- Sakigake!! Otokojuku: Nihon yo, Kore ga Otoko de Aru! (Momotaro Tsurugi)
- Shin Megami Tensei: Digital Devil Saga (Gale)
- Shin Megami Tensei: Digital Devil Saga 2 (Gale)
- Super Robot Wars A Portable (Schwarz Bruder, Kyouji Kasshu)
- Super Robot Wars Z (Lord Djibril)
- Super Robot Wars Z3: Heaven Chapter (Australis)
- Tales of Zestiria (Sergei Strelka, Phoenix)
- Tales of Berseria (Phoenix)
- Tales of Crestoria (Phoenix)
- Warriors All-Stars (Ryu Hayabusa)
- Warriors Orochi 3 (Ryu Hayabusa)
- Warriors Orochi 4 (Ryu Hayabusa)
- Yaiba: Ninja Gaiden Z (Ryu Hayabusa)
- Yakuza 5 (Kiyoshi Sato)
- Ys Book I & II (Keith Fact)
- Ys III: Wanderers from Ys (Chester Stoddart)
- Ys IV: Mask of the Sun (Keith Fact)

### Tokusatsu
- Gougou Sentai Boukenger (Daikenjin Zubaan)